# Fata Morgana (film, 2007)
Pour les articles homonymes, voir Fata Morgana.
Pour plus de détails, voir Fiche technique et Distribution.
Fata Morgana est un film allemand de Simon Gross sorti en 2007.

## Synopsis
Daniel (Matthias Schweighöfer), jeune étudiant en droit, et sa petite amie Laura (Marie Zielcke) passent d’agréables vacances au Maroc. Un jour, ils louent une voiture et partent en excursion dans le désert. Alors qu’ils font le plein à une station-service, un étranger (Jean-Hugues Anglade) leur propose de les guider à travers le désert. Daniel et Laura refusent et poursuivent leur route. Sur un coup de tête, ils décident de quitter la piste et s’aventurent dans le désert. Leur voiture tombe en panne. Ils tentent alors de rejoindre la piste à pied mais ils se perdent. Alors qu’ils errent en vain et qu’ils n’ont presque plus d’eau, ils se retrouvent soudain face à l’étranger qui leur avait proposé de l’aide. Il a non seulement réparé leur voiture, mais il leur promet également de les ramener sur la piste. Soulagés, Daniel et Laura le suivent. Mais au fur et à mesure que le temps passe et que les kilomètres défilent, la tension monte. Le jeune couple n’est plus aussi sûr de rouler en direction de la piste et s’interroge sur les intentions du mystérieux étranger…

## Fiche technique
- Titre : Fata Morgana
- Réalisation : Simon Groß
- Scénario : Nana Ekvtishmvili, Simon Gross, Stefan Stabenow
- Date de sortie : Allemagne : 16 août 2007
- Film allemand

## Distribution
- Matthias Schweighöfer : Daniel
- Marie Zielcke : Laura
- Jean-Hugues Anglade : l'étranger

## Récompense
- 2007 : Förderpreis Neues Deutsches Kino Meilleur Réalisateur pour Simon Groß[1]